# 舊維爾基
51°13′6″N 34°13′2″E / 51.21833°N 34.21722°E
舊維爾基（烏克蘭語：Старі Вирки）是位於烏克蘭東北部的村莊，由蘇梅州蘇梅區的比洛皮利亞市鎮負責管轄。該村處於維爾河左岸，距離沃羅日巴1.5公里，海拔高度146米，2001年人口198。